# Jacob Wolff

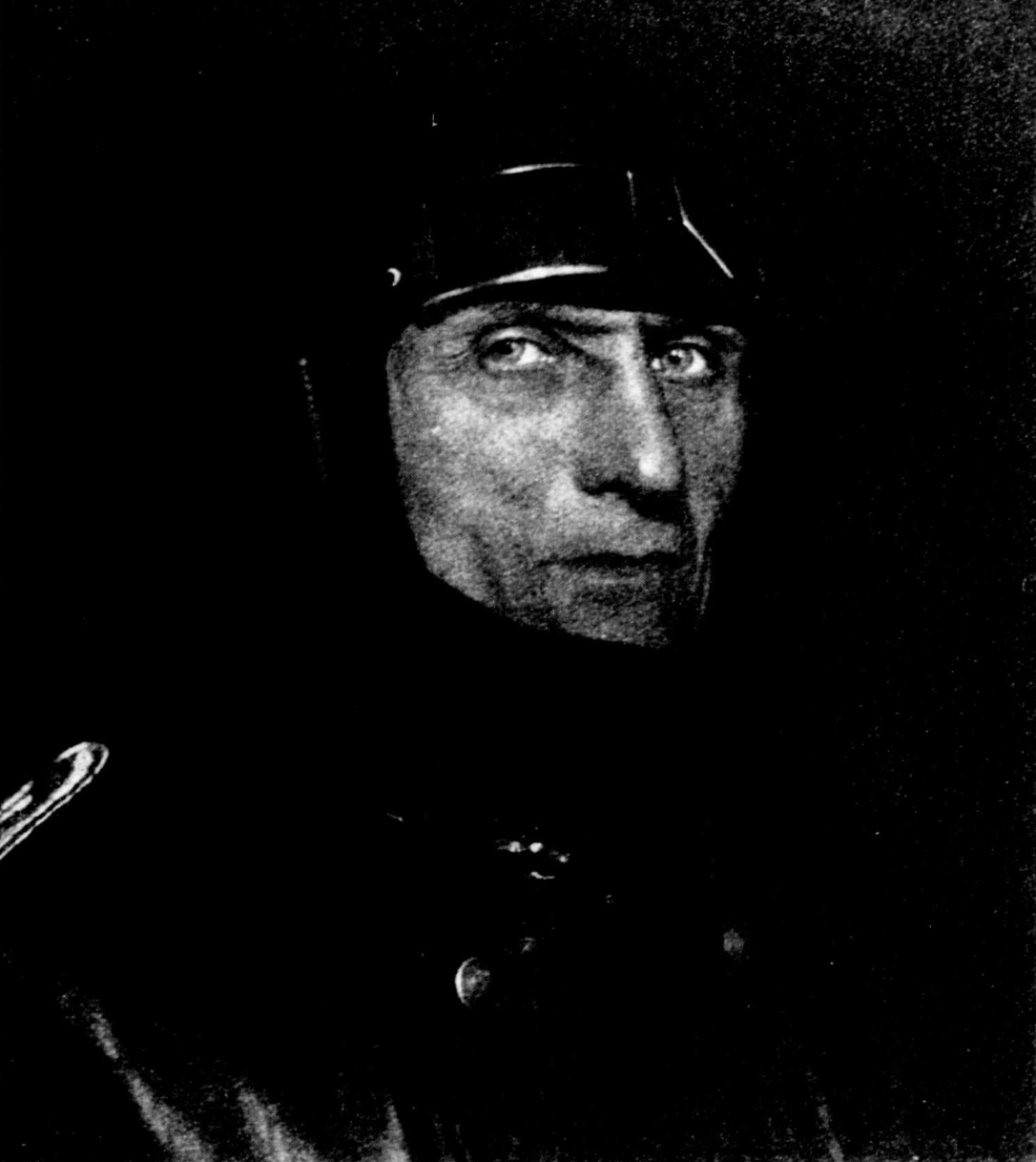
Jacob Wolff (ca. 1918)

Jacob Wolff (* 21. März 1869; † 4. Dezember 1926) war ein deutscher Unternehmer jüdischer Herkunft, Eigentümer der Zigarrenfabrik L. Wolff in Hamburg (nicht zu verwechseln mit der Berliner Firma Loeser & Wolff) und Jagdflieger im Ersten Weltkrieg. Er war Träger mehrerer Kriegsauszeichnungen, u. a. des Eisernen Kreuzes 2. und 1. Klasse. Sein Unternehmen galt als sozial fortschrittlich und beschäftigte ca. 4000 Mitarbeiter.

## Leben
Wolffs Vater war der jüdische Zigarrenfabrikant Levy (Louis) Wolff, der es innerhalb weniger Jahre vom einfachen Zigarrenarbeiter zum Fabrikbesitzer geschafft hatte. Jacob Wolff besuchte in Hamburg das Realgymnasium von Dr. Wichard Lange und absolvierte wahrscheinlich eine Kaufmannslehre.
Mit dem Ziel Reserveoffizier zu werden, trat Wolff 1890 seinen Wehrdienst als Einjährig-Freiwilliger im Königlich Bayerischen 11. Infanterie-Regiment „von der Tann“ an. Trotz hervorragender Beurteilungen und vorbildlicher Leistungen während seiner Ausbildung und den folgenden Übungen, wurde Wolff bei der Auswahl der Offiziere nicht berücksichtigt. Ohne die Nennung von Ursachen wurde er aus der Bewerberliste gestrichen. Grund hierfür waren seine jüdische Abstammung und die nicht standesgemäße Herkunft seiner Eltern. Seine Erfahrungen wurden 1904 unter Verwendung von Zeugnissen und Briefen in anonymisierter Form in der Zeitschrift Im deutschen Reich veröffentlicht.
1891 wurden Jacob und sein Bruder Eduard Teilhaber der väterlichen Zigarrenfabrik, wenige Jahre später auch der jüngste Bruder Wilhelm. Die Firma L. Wolff entwickelte sich unter der Führung der Brüder zu einer der bekanntesten und umsatzstärksten Zigarrenmarken des Deutschen Reichs. Weitere Fabriken wurden in Nordhessen und Thüringen errichtet, und am Stammsitz in Hamburg bezog das Unternehmen 1910 Büroräume im Kontorhaus-Komplex „St. Georgs-Burg“ an der Spaldingstraße im Stadtteil Hammerbrook. Jacob Wolff schied bereits 1908 aus dem Unternehmen aus. Er blieb zwar Anteilseigner, machte sich jedoch mit der Hamburger Cigarren-Handels-A.G. (HACIFA) selbstständig und kümmerte sich um den Vertrieb der Zigarren.

### Fliegerische Karriere im Ersten Weltkrieg
Aus den Erfahrungen seines Wehrdienstes heraus war Wolff in der Zeit vor dem Ersten Weltkrieg überzeugter Pazifist und unterstützte die Friedensbewegung finanziell. Wolff verstand sich als Monist und Freidenker. Er war bereits im Jahr 1912 aus dem Synagogenverband ausgetreten, nicht aber aus anderen jüdischen Vereinigungen.
Von der Wirkungslosigkeit der Friedensappelle im Vorfeld des Ersten Weltkriegs war er bei Kriegsbeginn im Jahr 1914 enttäuscht. Wegen seines Alters und seiner Stellung als Großindustrieller war Wolff eigentlich vom Militärdienst als unabkömmlich freigestellt, meldete sich jedoch am 2. August 1914 beim Hamburger Bezirkskommando als Freiwilliger zum Heer und wurde aufgrund seines Alters abgelehnt. Er engagierte sich daraufhin in der Hamburger Kriegsfreiwilligenfürsorge, die sich um die vormilitärische Ausbildung der angehenden Rekruten kümmerte, um die Wartezeit bis zur Einberufung sinnvoll zu nutzen.
Unzufrieden mit seiner Situation, nahm er auf eigene Kosten Flugunterricht bei Karl Caspar in Hamburg-Fuhlsbüttel und meldete sich mitsamt einem selbstbeschafften Flugzeug im Frühjahr 1915 als Freiwilliger bei der Fliegerersatz-Abteilung in Berlin-Adlershof. Von seinem Auftreten beeindruckt ließ man ihn gewähren und übernahm ihn in seinem alten Dienstgrad als Vizefeldwebel in die Fliegertruppe.
Er wurde zur Kampfeinsitzerabteilung I nach Mannheim-Sandhofen versetzt. Von dort kam er an die Verdun-Front zur Feldfliegerabteilung nach Cunel und wurde als Sperrflieger eingesetzt, wo er das Eindringen französischer Flieger in das Hinterland verhindern sollte. Aufgrund eines Navigationsfehlers und der anschließenden Bruchlandung wurde Wolff wieder von der Front abgezogen. In die Etappe versetzt, gelang es ihm bei einem Schwimmbadbesuch einen Kameraden vor dem Ertrinken zu retten. Der kommandierende General zeichnete ihn für die Tat nicht nur aus, sondern rehabilitierte ihn auch fliegerisch. In der Folge wurde er zur Kampfstaffel nach Metz-Frescaty versetzt, die später in Jagdstaffel 17 umbenannt wurde. Er flog zunächst Eindecker von Typ Fokker E.III, später Doppeldecker vom Typ Albatros D.III. Zu seinen Staffelkameraden gehörten unter anderem Julius Buckler, Bruno Loerzer und Hermann Göring.
Nach erfolgreichen Einsätzen und Abschüssen gegnerischer Flieger verlieh man ihm im Jahr 1916 das Flugzeugführerabzeichen und ein Jahr später den „Ehrenbecher für den Sieger im Luftkampf“, sowie das Eiserne Kreuz II. und I. Klasse. Am 6. Mai 1917 wurde er zum Leutnant der Landwehr befördert, mehr als 20 Jahre nachdem ihm dies als Infanterist verwehrt worden war. Bei seinem letzten Frontflug am 27. Juli 1917 stürzte er schwer verwundet nahe der Frontlinie ab und wurde ins Lazarett verbracht. Im Jahr 1918 kehrte Wolff wieder genesen in das zivile Leben nach Hamburg zurück. Eine Konversion zum christlichen Glauben, die ihm mehrfach von Vorgesetzten nahegelegt worden war, um seine Laufbahn zum Offizier zu beschleunigen, hatte er immer abgelehnt.

## Familie
Seit September 1917 war er mit Elsa Schirmer verlobt, die er im Folgejahr heiratete. Ihr Vater war der Handels- und Hofgärtner Carl Hermann Schirmer, mit Sitz im heutigen Wiesinger Weg in Hamburg-Eppendorf, der den Zarenhof in St. Petersburg und den bayerischen Königshof von Ludwig II. belieferte. Aus der Ehe gingen drei Kinder hervor. Der Sohn Eberhard Hans Heinrich Wolff fiel 1942 als Angehöriger der Luftwaffe im Zweiten Weltkrieg. Wolff selbst erlag den Folgen eines im Sommer 1926 erlittenen schweren Motorradunfalls im Dezember 1926. Seine Witwe heiratete in zweiter Ehe den Reeder John T. Essberger.
Ihre Töchter Anneliese (Lisa) Elsa Bepperling, geb. Wolff (1919–1990), und Inga Melita Elisabeth Bragard, geb. Wolff, verkauften das 1918 von Max Liebermann gemalte Ölbild „Der Mann in Leder“, das ihren Vater als Flieger darstellt und andere Bilder und schenkten 2004 der Hamburger Kunsthalle das Bild Die Birkenallee im Wannseegarten nach Westen für die nachfolgende Liebermannausstellung.

## Auszeichnungen
- Landwehr-Dienstauszeichnung II. Klasse
- preußische Rettungsmedaille am Band
- preußisches Militär-Flugzeugführer-Abzeichen
- Eisernes Kreuz II. Klasse
- Eisernes Kreuz I. Klasse
- Eiserner Halbmond
- Hanseatenkreuz (Hamburg)
- Hausorden vom Weißen Falken II. Klasse